# 北貝塞斯達 (馬里蘭州)
北貝塞斯達（英語：North Bethesda）是位於美國馬里蘭州蒙哥馬利縣的一個普查規定居民點。

## 人口
根據2020年美國人口普查的數據，北貝塞斯達的面積為23.04平方千米，當中陸地面積為22.98平方千米，而水域面積為0.06平方千米。當地共有人口50094人，而人口密度為每平方千米2,174.22人。